# جون باول كين
جون باول كين (بالإنجليزية: John Paul Cain)‏ هو لاعب غولف أمريكي، ولد في 14 يناير 1936 في سويتواتر في الولايات المتحدة، وتوفي في 20 مارس 2017.

## وصلات خارجية
- جون باول كين على موقع رابطة لاعبي الغولف المحترفين (الإنجليزية)